# Walleria nutans
Walleria nutans är en enhjärtbladig växtart som beskrevs av Sir John Kirk. Walleria nutans ingår i släktet Walleria och familjen Tecophilaeaceae. Inga underarter finns listade i Catalogue of Life.